# Убивця гоблінів
Убивця гоблінів (яп. ゴブリンスレイヤー, Goburin Sureiyā, англ. Goblin Slayer) — серія ранобе Кумо Каґю, що випускається видавництвом SB Creative з 15 лютого 2016 року зі ілюстраціями Нобору Каннацукі. За підсумками 2016 року в рейтингу популярності ранобе формату бункобон Kono Light Novel ga Sugoi! Goblin Slayer зайняло п'яте місце, а сукупний тираж усіх томів перевищив два мільйони примірників. З 25 травня 2016 року в журналі Monthly Big Gangan випускається манга-адаптація роботи авторства мангаки Косуке Куросе. 7 жовтня 2018 року на різних телеканалах Японії стартував показ аніме-адаптації режисера Такахару Одзаки виробництва студії White Fox.
Спочатку робота публікувалася онлайн з жовтня 2012 року, але Кумо Кагю регулярно відправляв твори на різні конкурси для можливості його комерційної публікації. На турнірі Fujimi Fantasia 2014 року Goblin Slayer не зміг подолати стадію третього попереднього раунду. У 2015 році за підсумками GA Bunko Taisho конкурсна робота Кумо Кагю Tenka isshu Ujizane muyo ken (яп. 天下 一 蹴 氏 真 無用 剣) зуміла увійти в число 12 кращих з 847 претендентів, в результаті чого журнал GA Bunko вирішив схвалити початок комерційного видання з лютого 2016 року.

## Історія
Вбивця Гоблінів був розміщений на онлайн-дошці з початку жовтня 2012 року, як твір, що поєднує мистецтво ASCII з діалогом. Потім серіал був переписаний у формат роману та поданий на змагання, організовані видавцями, оскільки така версія роману була завершена до онлайн-версії, і таким чином роман згодом був доповнений таким чином, щоб відповідати закінченню онлайн-версії, створеної відповідно до в режимі реального часу відгуки користувачів в Інтернеті. Незважаючи на те, що версія роману не змогла здобути нагороди на конкурсі «Фуджимі Фантазія», його підхопили редактори GA Bunko, коли автор зарахував інші свої твори до їх конкурсу, і як такий твір почав публікувати комерційно через GA Bunko.
У грудні 2024 році MAL'OPUS анонсували вихід ліцензованої версії манґа-адаптації українською мовою, з назвою «Убивця гоблінів».

## Сюжет
Дія ранобе відбувається в фентезійному світі, в якому об'єднані в гільдію шукачі пригод виконують контракти за наймом. П'ятнадцятирічна жриця, завершивши навчання в одному з місцевих храмів, вирішує приєднатися до однієї з подібних груп, зібраної з таких же новачків, щоб використовувати власні навички на благо людям. Метою першої місії шукачів пригод стає контракт на знищення лігва гоблінів, однак через недооцінку противника всі члени групи, крім жриці і бійця, яка зазнала зґвалтування гоблінами, гинуть, а їй на допомогу в останній момент приходить невідомий чоловік у латних обладунках. Ним виявляється герой, що отримав прізвисько «Вбивця Гоблінів», який бере жрицю під свою опіку і навчає її методів боротьби з гоблінами, що представляють серйозну загрозу навколишньому населенню.

## Головні герої
Вбивця Гоблінів
Головний герой серіалу, досвідчений авантюрист зі срібного рейтингу, який займається лише полюванням на гоблінів (little ゴ ブ リ ン goburin, запалений «маленький демон»), до того моменту, коли гільдія присудила йому класифікацію спеціалістів через велику кількість гоблінів, яких він убив, а також його роботи з вивчення їх звичок та біології. У роботу, яку він бере, беруть участь лише гобліни, а він не займає інших, хоча він часто потрапляє в більш гострі квести з незалежних від нього причин. Він насправді сприймає свої місії серйозно. Його зовнішність не така гламурна чи елегантна завдяки використанню обладнання, яке, здавалося б, не вистачає авантюристу свого рангу. Він робить це за порадою коваля чи чогось, чого дізнається під час своїх подорожей. Одягаючи лише легку броню і носячи невеликий круглий щит, а іноді й короткий меч, який звичайно ламається і його доводиться кілька разів замінювати, в томі 4 він також виявляє, що носить магічне кільце, яке дозволяє йому дихати під водою. Його стиль бою більше спирається на такий прагматизм, як встановлення пасток, використання зброї проти свого користувача та використання будь-якої переваги, яка може наступити. Він навіть використовує власну уяву, щоб змінити заклинання захисту, щоб вбити всіх гоблінів у палаючій фортеці ельфів. Його найбільш визначальною рисою є ненависть до гоблінів, яка підживлює його та його вчинки. Причиною цього є те, що його родина та село були розправлені гоблінами, що змусило його проводити вендету проти всіх гоблінів скрізь. Єдиним, хто пережив напад, його незабаром захопив Майстер, який навчив його навичок, необхідних для вбивства Гоблінів.
Через п'ять років він подав заяву в гільдію авантюристів. Хоча він відкритий до ідеї існування справді добрих гоблінів десь у світі, він вважає, що поки не доведеться інше, вони можуть вважатися злими лише через смерть та руйнування, які вони спричиняють.
Жриця
Головний герой жінка. Спочатку вона — 15-річний авантюрист, найнижчого рангу. Її особистість полягає в тому, щоб бути молодою, доброю і загалом корисною людиною. Вона здатна виконувати цілющу магію, чудо святого світла та захисні заклинання з високим рівнем вміння. Після її першого полювання на гоблінів швидко йде в гору, і її рятує Вбивця Гоблінів, вона приєднується до нього. Навіть після подій своєї першої роботи вона все ще хоче стати авантюристом і допомагає своїй команді, як тільки може. Коли вона бореться разом з Вбивцею Гоблінів, вона вчиться використовувати альтернативні заклинання, отримуючи нові заклинання, і почала носити броню в міру розвитку історії.
Вища ельфа-лучниця
2000-річна вища ельфа, шукачка пригод срібного рангу, посланниця лісових ельфів.
Дворф-шаман
107-річний дворф-шаман. В основному він життєрадісна і щаслива людина і майже завжди сперечається з ельфом. На перший погляд, він здатний сказати, що Вбивця Гоблінів досвідчений і сильний. Він іноді виявляється більш обізнаним, ніж ельф, попри те, що він набагато молодший. Він — авантюрист зі срібного рейтингу.
Ящір-жрець
Шукач пригод срібного рангу, посланник ящеролюдей.

## Сприйняття
За підсумками перших двох серій аніме-адаптації Крістофером Фарріс з Anime News Network були висловлені побоювання в якості самої фабули твору, яка буяла, на його думку, непослідовністю в базисних сюжетних деталях, що призвело до дивного мізантропською відтінку всієї роботи. Візуальна складова серіалу отримала хорошу оцінку критика, який тим не менш звернув увагу на зловживання стилем комп'ютерної графіки при появі в кадрі головного героя — Вбивці гоблінів. Однак Фарріс підкреслив, що хоча серіал і зможе знайти свого глядача, набір позитивних аспектів у роботи дуже невеликий[джерело?].